# Долголёв, Василий Борисович
Василий Борисович Долголёв (бел. Васіль Барысавіч Далгалёў; родился 25 мая 1951 года в Рогачёве, Гомельской области, Беларусь) — белорусский государственный деятель, с мая 2006 года по ноябрь 2011 года — Чрезвычайный и Полномочный Посол Республики Беларусь в Российской Федерации.

## Образование
В 1974 году закончил Минский радиотехнический институт, в 1993 году — Белорусский государственный экономический университет и в 1996 году — магистратуру Белорусского государственного экономического университета.
Кандидат экономических наук, магистр внешнеэкономической деятельности. Автор более 20 научных трудов и монографий.

## Биография
Трудовую деятельность начинал в качестве рабочего, инженера. В 1974—1976 гг. работал инженером, старшим инженером по радиоэлектронике Информационно-вычислительного центра Могилевского областного объединения «Сельхозтехника». В 1976—1978 гг. — старший инженер-электроник, начальник машины АСУ Могилёвского производственного объединения «Химволокно». В 1978—1981 гг. работал заместителем начальника информационно-вычислительного центра завода «Электродвигатель» в городе Могилев. В 1981—1990 гг. — начальник информационно-вычислительного центра, координационно-управляющего центра, заместитель директора по коммерческим вопросам завода «Диапроектор» в городе Рогачёв.
В 1990—1992 гг. — секретарь постоянной Комиссии Верховного Совета Республики Беларусь по вопросам работы Советов народных депутатов и развития самоуправления. С сентября 1991 года избран членом Верховного Совета СССР, председателем Комитета по вопросам организации и деятельности межреспубликанских органов.
В 1992—1994 гг. являлся заместителем Председателя Контрольной палаты Республики Беларусь. В 1994—1995 гг. работал заместителем Главы Администрации Президента Республики Беларусь — начальником Службы контроля Президента Республики Беларусь.
В 1995 году назначен на должность Заместителя Премьер-министра Республики Беларусь. В 1997—1998 гг. являлся Полномочным представителем Президента Республики Беларусь в интеграционных объединениях — Заместителем Премьер-министра Республики Беларусь. В 1998—2000 гг. — Первый заместитель Премьер-министра Республики Беларусь. В 2000—2004 гг. являлся Председателем Брестского областного исполнительного комитета. В 2004—2006 гг. — Полномочный представитель Президента Республики Беларусь — Заместитель Премьер-министра Республики Беларусь, город Москва.
С августа 2006 года по ноябрь 2011 года — Чрезвычайный и Полномочный Посол Республики Беларусь в Российской Федерации, Постоянный представитель Республики Беларусь при Евразийском экономическом сообществе по совместительству.
С марта 2012 — советник председателя правления ОАО «Белгазпромбанк».

## Награды
- Орден Почёта (21 ноября 2001 года) — за значительный вклад в социально-экономическое развитие республики, создание реальных условий для повышения уровня жизни населения и экономической безопасности страны, добросовестное выполнение служебных обязанностей[2].
- Почётная грамота Совета Министров Республики Беларусь (16 мая 2011 года) — за безупречную работу в области внешней политики Республики Беларусь, плодотворную деятельность по развитию международного политического и экономического сотрудничества, укреплению авторитета государства на международной арене[3].
- Почётная грамота Совета Министров Республики Беларусь (14 марта 2000 года) — за плодотворную многолетнюю работу в органах государственного управления, большой личный вклад в социально-экономическое развитие Республики Беларусь[4].
- Почётная грамота правительства Российской Федерации (8 декабря 1998 года) — за большой вклад в развитие и укрепление Союза Беларуси и России[5].
- Почётная грамота Правительства Москвы (10 декабря 2004 года) — за вклад в развитие межрегиональных, торгово-экономических и культурных связей между Республикой Беларусь и Москвой[6].